# Riksdagsvalet i Sverige 2010
Söndagen den 19 september 2010 anordnades riksdagsval i Sverige. Vid detta val valdes riksdagen för mandatperioden 2010–2014. Förtidsröstningen i Sverige påbörjades den 1 september 2010, men svenska ambassader och konsulat i utlandet kunde ta emot röster redan den 26 augusti 2010, brevröstning från utlandet började den 5 augusti.
Valet gav som resultat att Alliansen blev största block men utan att få egen majoritet. Sverigedemokraterna kom för första gången in i riksdagen. Valdeltagandet var 84,63 % vilket är 2,64 procentenheter högre än vid riksdagsvalet 2006.
Av de giltiga partirösterna och personrösterna var det 25,08 procent av de som partiröstade som också personröstade i riksdagsvalet 2010. 

## Den tidigare mandatperioden
Efter riksdagsvalet 2006 befann sig Moderata samlingspartiet, Centerpartiet, Folkpartiet liberalerna och Kristdemokraterna i regeringsställning genom regeringen Reinfeldt.

### Mandatfördelning valet 2006
- Sveriges socialdemokratiska arbetareparti (S): 130
- Moderata samlingspartiet (M): 97
- Centerpartiet (C): 29
- Folkpartiet liberalerna (FP): 28
- Kristdemokraterna (KD): 24
- Vänsterpartiet (V): 22
- Miljöpartiet de gröna (MP): 19
- Alliansen: 178
- Vänsterblocket: 171

## Förberedelser för valet

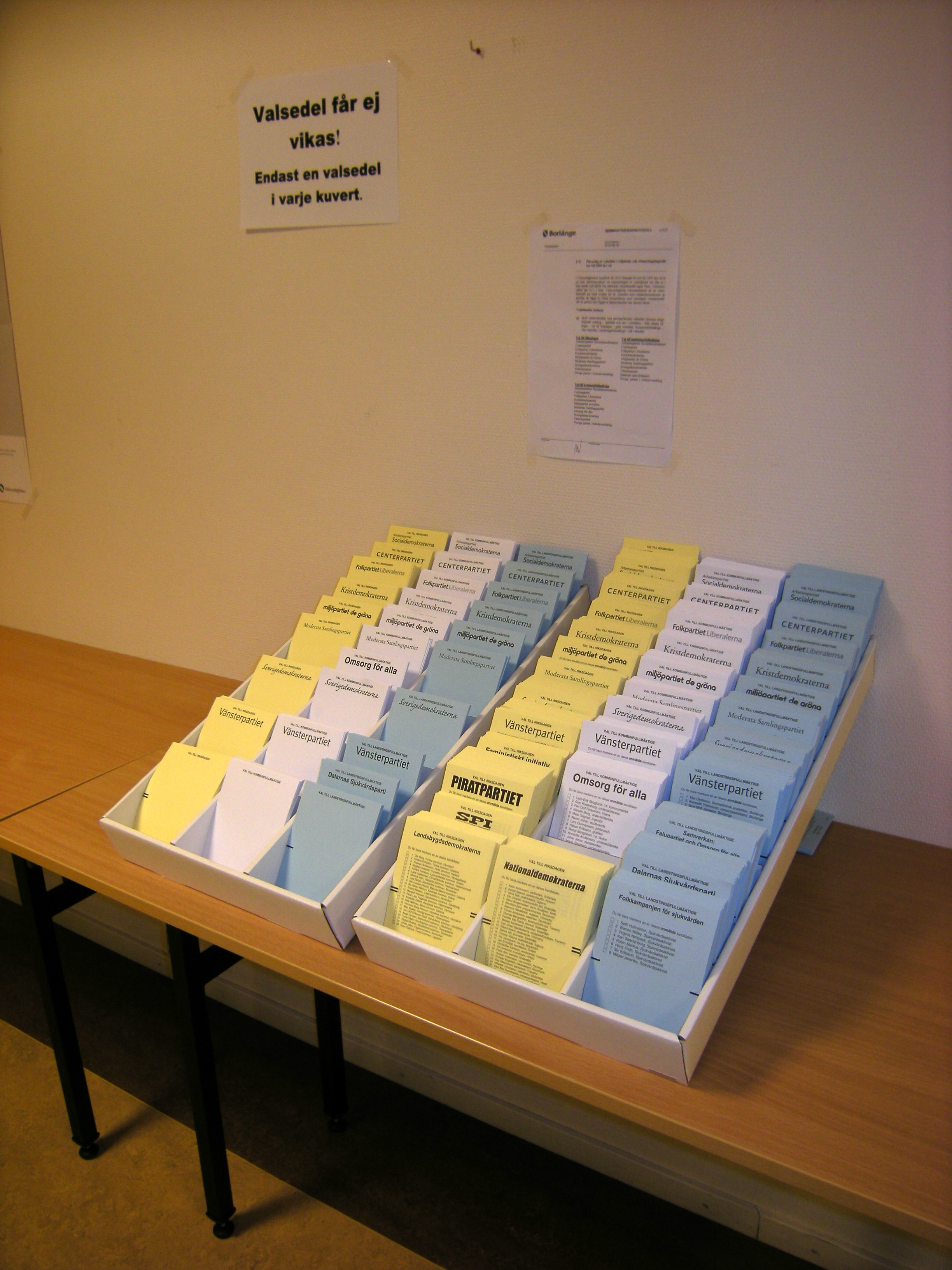
Valsedlar till 2010 års val i en vallokal i Borlänge.

### Mandatfördelning mellan valkretsar
De 310 fasta valkretsmandaten i riksdagsvalet fördelas mellan kretsarna på grundval av statistik över antalet röstberättigade per riksdagsvalkrets som tas fram av Valmyndigheten baserat på läget 1 mars 2010. Beslut baserat på statistiken skulle fattas senast 30 april av Valmyndigheten. Resultatet av befolkningsförändringarna 2006–2010 blev att fyra valkretsar i storstadsområden, Stockholms kommuns valkrets, Stockholms läns valkrets, Skåne läns södra valkrets och Västra Götalands läns västra, ökade med ett valkretsmandat vardera jämfört med 2006. Värmlands läns valkrets, Örebro läns valkrets, Västernorrlands läns valkrets och Jämtlands läns valkrets minskade med ett mandat vardera jämfört med 2006. Valkretsindelningen är oförändrad sedan 2006 års val.

### Valsedlar
Valmyndigheten, som bland annat hanterar tryckningen av valsedlar, tog emot registrering av partibeteckningar fram till 1 mars 2010. Vid slutdatumet fanns 40 partibeteckningar registrerade för riksdagsval. Namn på kandidater för partier med registrerad partibeteckning togs emot fram till 15 april 2010. De partier som beställde valsedlar senast detta datum var garanterade att få dem levererade senast 45 dagar före valet.
I vallokalerna lägger röstmottagarna ut valsedlar i samtliga vallokaler för alla partier som något av de två senaste riksdagsvalen, det vill säga 2006 eller 2002, uppnått minst en procent av rösterna, under förutsättning att partiet hade anmält intresse för detta senast 15 januari 2010. I riksdagsvalet 2010 var åtta partier kvalificerade för detta: de sju riksdagspartierna i den sittande riksdagen (vald 2006) samt Sverigedemokraterna. Valresultat i andra val, såsom val till Europaparlamentet, kvalificerar däremot inte partier för valsedelsutläggning utförd av röstmottagarna i riksdagsvalet. Övriga partier får själva ombesörja distributionen av valsedlar. De valsedlar som läggs ut är partivalsedlar med partibeteckning men utan namngivna kandidater. Partivalsedlar med kandidatlista ombesörjer alltid partierna själva att lägga ut. De partier som uppnått gränsen för att få valsedlar utlagda har också rätt att få ett visst antal valsedlar tryckta gratis. Övriga partier fick betala för valsedlarna i enlighet med en taxa som bestämdes i november 2009. Om ett parti som fått betala för sina valsedlar erhåller minst en procent av rösterna i valet, får partiet tillbaka vad det kostade efter valet, men detta inträffade inte för något parti i 2010 års val.

### Röstlängd och röstkort
Rösträtten bestämdes efter uppgifter i folkbokföringen per 20 augusti 2010, och röstkort skickades ut under de följande dagarna. Valmyndigheten räknade med att alla röstberättigade som var bosatta i Sverige skulle ha fått sitt röstkort senast 1 september 2010.

### Valbudgetar och reklam
Partierna förväntades enligt en sammanställning i januari 2010 totalt satsa över 250 miljoner kronor i valrörelsen. Enligt en senare sammanställning uppgick partiernas sammanlagda budget till 295 miljoner kronor. Den totala valbudgeten var därmed 62 miljoner högre än i valet år 2006 – en ökning med 30 procent.
Till skillnad från i många övriga länder fanns under riksdagsvalet inga regleringar av de politiska partiernas finanser. Partierna var heller inte skyldiga att redovisa var pengarna kom ifrån. Partiernas valbudgetar präglades av ett starkt hemlighetsmakeri angående gåvor och hur pengarna använts.
Enligt uppskattningar hade de olika partiernas budgetar följande fördelning:
- Socialdemokraterna: 70 miljoner (50 miljoner 2006)
- Centerpartiet: 65 miljoner (50)
- Moderaterna: sannolikt omkring 60 miljoner (37)
- Folkpartiet: 30 miljoner (30)
- Kristdemokraterna: 17 miljoner (12)
- Miljöpartiet: 10 miljoner (10)
- Vänsterpartiet: 7 miljoner (mer än 7)
- Sverigedemokraterna: siktade på 19 miljoner
- Alliansen (tidigare Allians för Sverige): 162 miljoner (129)
- De rödgröna: 87 miljoner (67)

#### TV-reklam
Riksdagsvalet år 2010 var det första riksdagsval där politisk TV-reklam var tillåten.

## Partiernas valaffischer

### Riksdagspartiernas valaffischer

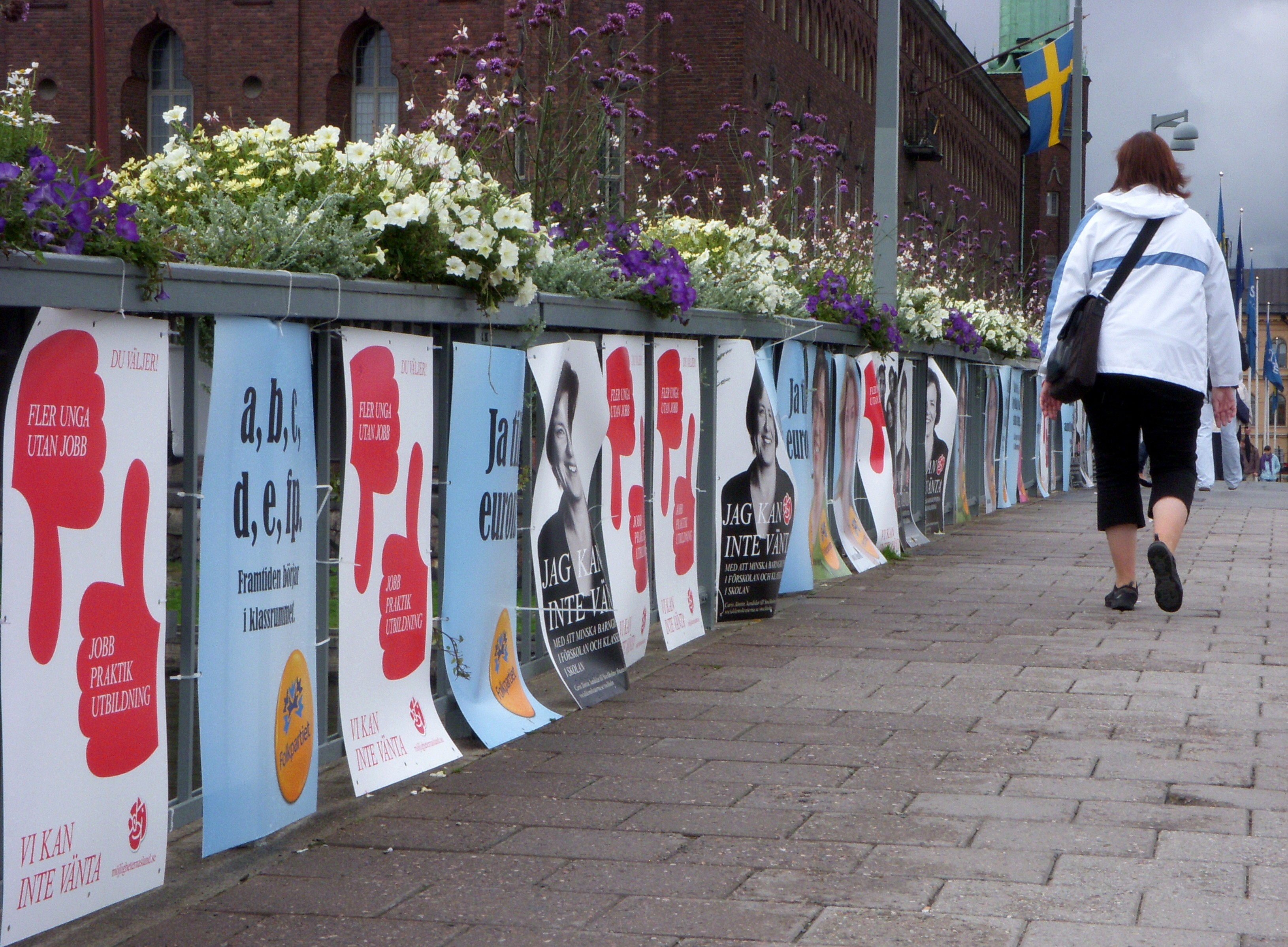
Valaffischer för 2010 års val framför Stockholms stadshus.

| Parti              | Slagord                                |
| ------------------ | -------------------------------------- |
| Folkpartiet        | Framtiden börjar i klassrummet (m.fl.) |
| Kristdemokraterna  | Ett mänskligare Sverige                |
| Miljöpartiet       | Modernisera Sverige                    |
| Moderaterna        | Framåt tillsammans (m.fl.)             |
| Socialdemokraterna | Vi kan inte vänta                      |
| Vänsterpartiet     | Håll ihop                              |
| Centerpartiet      | Ge drömmen en chans                    |

### Övriga partiers valaffischer
| Parti                  | Slagord                                       |
| ---------------------- | --------------------------------------------- |
| Piratpartiet           | Vi bygger kunskapssamhället (m.fl.)           |
| Feministiskt initiativ | Våga vara feminist på valdagen (m.fl.)        |
| Sverigedemokraterna    | Invandringsbroms eller pensionsbroms? (m.fl.) |

## Partiledardebatter i TV och radio

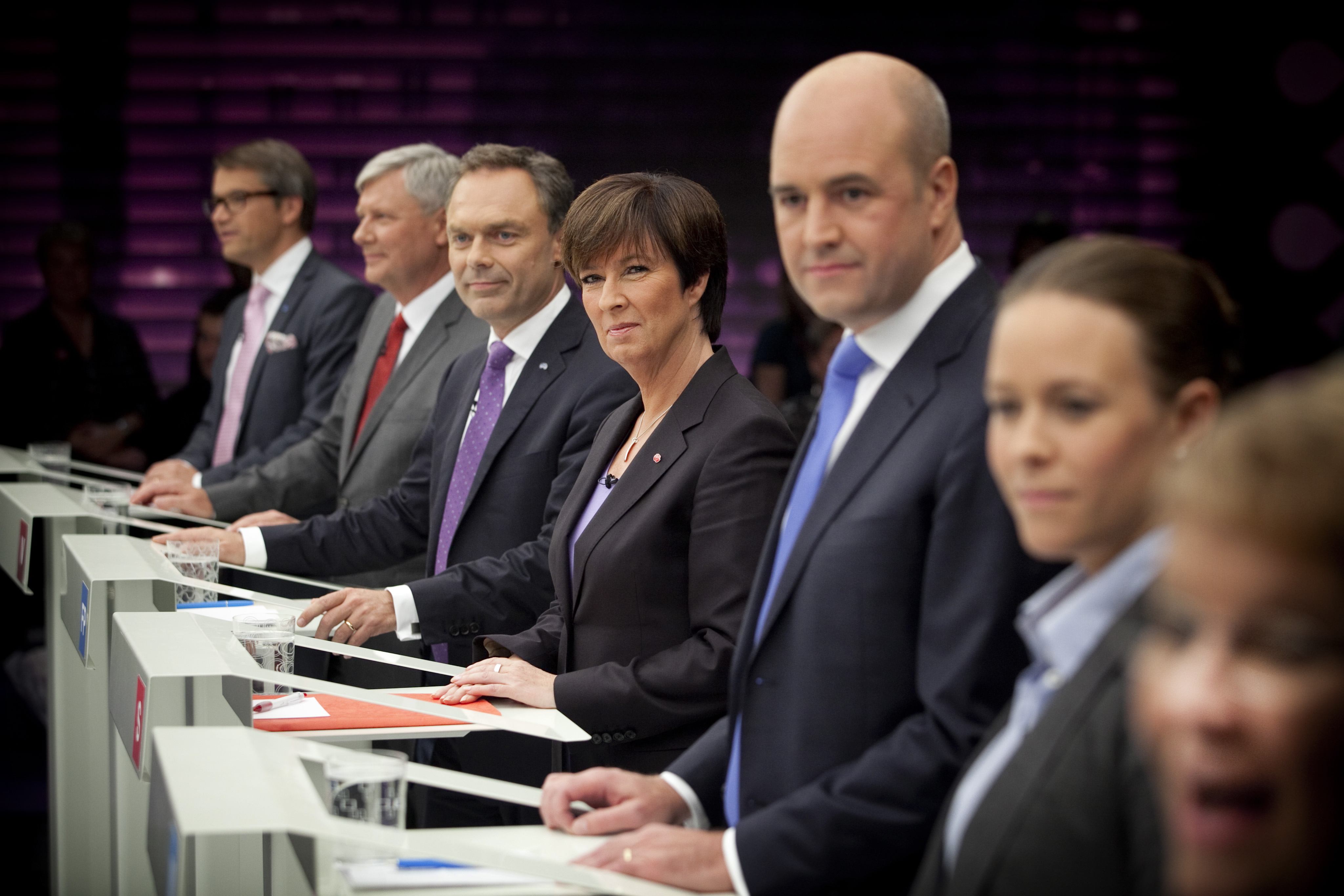
Slutdebatten i Sveriges Television. Från vänster i bild: Göran Hägglund (KD), Lars Ohly (V), Jan Björklund (FP), Mona Sahlin (S), Fredrik Reinfeldt (M), Maria Wetterstrand (MP), och Maud Olofsson (C).

Under valrörelsen hölls följande debatter i TV och radio med medverkan av dåvarande riksdagspartiernas partiledare:
| Titel | Moderator(er)                        | Kanal             | Datum             |
| --- | ------------------------------------ | ----------------- | ----------------- |
| "Skolfront partiledardebatt" | Natanael Derwinger                   | SVT1              | 6 september 2010  |
| Medverkande partiledare: Fredrik Reinfeldt (M), Mona Sahlin (S), Jan Björklund (FP), Maud Olofsson (C), Göran Hägglund (KD), Lars Ohly (V) och Maria Wetterstrand (MP) |                                      |                   |                   |
| "Partiledardebatt i Studio Ett" | Tomas Ramberg                        | Sveriges Radio P1 | 10 september 2010 |
| Medverkande partiledare: Fredrik Reinfeldt (M), Mona Sahlin (S), Jan Björklund (FP), Maud Olofsson (C), Göran Hägglund (KD), Lars Ohly (V) och Peter Eriksson (MP)     |                                      |                   |                   |
| "Duellen" | Karin Hübinette                      | SVT1              | 12 september 2010 |
| Medverkande partiledare: Fredrik Reinfeldt (M) och Mona Sahlin (S) |                                      |                   |                   |
| "Debatten" | Malou von Sivers och Jenny Östergren | TV4               | 16 september 2010 |
| Medverkande partiledare: Fredrik Reinfeldt (M), Mona Sahlin (S), Jan Björklund (FP), Maud Olofsson (C), Göran Hägglund (KD), Lars Ohly (V), Peter Eriksson (MP)        |                                      |                   |                   |
| "Slutdebatten" | Mats Knutson och Anna Hedenmo        | SVT1              | 17 september 2010 |
| Medverkande partiledare: Fredrik Reinfeldt (M), Mona Sahlin (S), Jan Björklund (FP), Maud Olofsson (C), Göran Hägglund (KD), Lars Ohly (V), Maria Wetterstrand (MP)    |                                      |                   |                   |
| "Din nästa statsminister" | Malou von Sivers och Jenny Östergren | TV4               | 18 september 2010 |
| Medverkande partiledare: Fredrik Reinfeldt (M), Mona Sahlin (S) |                                      |                   |                   |

## Vallokalsundersökningar
När vallokalerna stängdes klockan 20:00 på kvällen den 19 september 2010, redovisade SVT och TV4 sina valdagsundersökningar. SVT:s Valu var en vallokalsundersökning, medan TV4:s Novus-mätning gjorts per telefon.
| Parti                    | SVT (VALU) | SVT (VALU)        | TV4 (Novus) | TV4 (Novus)       |
| Parti                    | Procent    | Ändring i procent | Procent     | Ändring i procent |
| ------------------------ | ---------- | ----------------- | ----------- | ----------------- |
| Socialdemokraterna       | 30,0       | -5,0              | 32,7        | -2,3              |
| Moderata samlingspartiet | 29,1       | +2,9              | 27,2        | +1,0              |
| Miljöpartiet de gröna    | 9,0        | +3,8              | 7,8         | +2,6              |
| Folkpartiet liberalerna  | 7,2        | -0,3              | 6,9         | -0,6              |
| Centerpartiet            | 7,1        | -0,8              | 7,0         | -0,9              |
| Kristdemokraterna        | 5,7        | -0,9              | 7,1         | +0,5              |
| Vänsterpartiet           | 6,1        | +0,3              | 5,9         | 0                 |
| Sverigedemokraterna      | 4,6        | +1,7              | 4,1         | +1,2              |
| Övriga                   | 1,2        | ?                 | 1,3         | -1,5              |
| Block                    | SVT (VALU) | SVT (VALU)        | TV4         | TV4               |
| Block                    | Procent    | Ändring i procent | Procent     | Ändring i procent |
| Alliansen (M,FP,C,KD)    | 49,1       | +0,9              | 48,2        | 0                 |
| Rödgröna (S,MP,V)        | 45,1       | -0,9              | 46,4        | +0,4              |
| Blockskillnad            | 4,0        | -                 | 1,8         | -                 |
| Övriga partier           | SVT (VALU) | SVT (VALU)        | TV4         | TV4               |
| Övriga partier           | Procent    | Ändring i procent | Procent     | Ändring i procent |
| Feministiskt initiativ   | 0,8        | ?                 | ?           | ?                 |
| Piratpartiet             | 0,7        | ?                 | ?           | ?                 |

## Kritik
Företrädare för de danska partierna Venstre, De Konservative och Dansk Folkeparti samt för det norska partiet Fremskrittspartiet kritiserade Sverige i valet 2010. Kritiken handlade dels om att TV 4 stoppade Sverigedemokraternas kontroversiella valfilm, dels att vem som helst kan se vilka valsedlar väljaren tar innan denne går in i röstbåset. Kritiken avfärdades av såväl Fredrik Reinfeldt som Mona Sahlin. De danska regeringspartierna och Dansk Folkeparti ville att internationella valobservatörer skulle skickas för att övervaka svenska valet. Enligt den danska regeringen var det på grund av att yttrandefriheten är hotad i Sverige sedan TV 4 vägrat att visa Sverigedemokraternas valfilm. Feministiskt initiativ ville också att valobservatörer skulle skickas för att övervaka valet men då av en annan orsak. Enligt Feministiskt initiativ bland annat på grund av att alla partiers valsedlar inte kommer ut i vallokalerna och att valarbetare ofta ger fel information vilket gjort att egenskrivna valsedlar blivit ogiltiga. Valet fick även kritik av Piratpartiets partiledare för att valsedlar slängts och gömts men också för att det krävts en procent av rösterna i de två senaste riksdagsvalen för att Valmyndigheten ska distribuera ett partis valsedlar.
Efter valet anordnades runt om i Sverige demonstrationer mot att Sverigedemokraterna kommit in i riksdagen. Demonstrationerna ägde rum bland annat i Stockholm, Göteborg och Malmö. Enbart i Stockholm deltog c:a 10 000 demonstranter i en manifestation som utfördes mindre än 24 timmar efter att vallokalerna stängt.
I det svenska valsystemet (till kommun, landsting, riksdag och EU-parlament) får man som parti och väljare enligt den fria nomineringsrätten i princip nominera vem som helst. Det är dock bara möjligt som väljare att lägga till egna namn för de partier som inte har anmält sina kandidater. Detta förfarande har fått kritik då personer blivit invalda för partier som de inte sympatiserar med. Men också för att partier som Rikshushållarna nominerat kandidater för sitt parti såsom Prins Daniel, Mona Sahlin, Prinsessan Madeleine m.fl. Regeringen har i en utredning föreslagit att det införs krav på samtycke till kandidatur för ett parti för att en kandidat ska vara valbar för det partiet. Lagändringarna föreslås träda i kraft den 1 januari 2015.

## Opinionsmätningar
Efter valet i september 2006 tappade regeringen kraftigt i stöd, de rödgröna hade då ett stort övertag i opinionen. Som mest ledde oppositionen med 19,4 procentenheter enligt Sifos mätning i februari 2008. Därefter ökade stödet för Alliansen. Under sommaren 2009 var det jämnt mellan blocken fram till december 2009 då de rödgröna kraftigt drog ifrån i opinionen. Därefter vände det igen och från försommaren 2010 hade Alliansen ett övertag i opinionen.

## Våldsamheter och oroligheter under valet

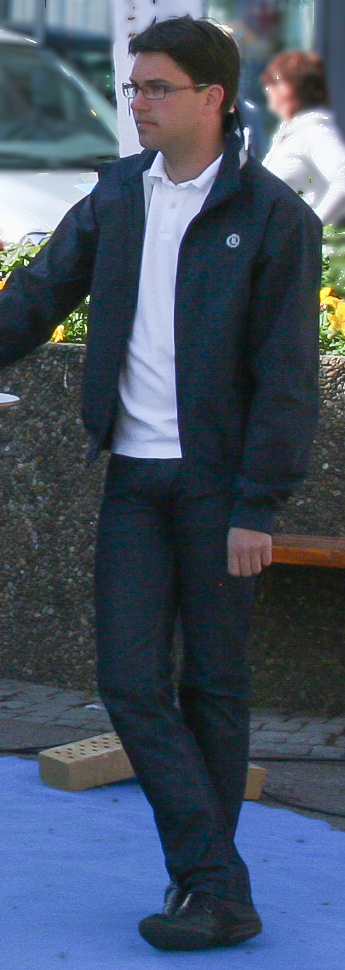
Jimmie Åkesson 2009.

Under valet förekom det flera fall av våldsamheter och oroligheter runtom i landet, framförallt riktat mot Sverigedemokraterna. Partiet utsattes för flera attacker mot enskilda politiker och störningar av valmöten, vilket fick till följd att flera planerade möten under valturnén ställdes in av säkerhetsskäl.
Den 10 september utbröt våldsamheter vid ett torgmöte anordnat av Sverigedemokraterna på Gustav Adolfs torg i Malmö. Kravallpolis sattes in efter att några av de omkring 500 motdemonstranterna kastat ägg och bengaliska eldar. Polisen omhändertog tre och grep fyra personer.
Senare samma dygn uppgav den Sverigedemokratiske politikern David von Arnold att han blivit överfallen och utsatt för bland annat grov misshandel i sin lägenhet i Malmö. Två maskerade män tvingade sig enligt anmälan in i von Arnolds lägenhet och misshandlade honom samt ristade in ett hakkors i hans panna med en kniv. Polisen rubricerade händelsen som olaga frihetsberövande, grov misshandel, olaga hot samt grov stöld. Eftersom rättsläkarintyget uppgav att starka skäl talar för att skadorna var självförvållade och det saknades spår efter angreppsmännen misstänktes von Arnold för falsklarm.
Den 13 september utbröt tumult vid Kungsportsplatsen i Göteborg när omkring 500 motdemonstranter hindrade Sverigedemokraterna från att genomföra ett planerat valmöte. Polisen använde pepparsprej för att skingra motdemonstrationen, som saknade tillstånd, och sju personer omhändertogs.
Den 14 september ställde Sverigedemokraterna in sina planerade valmöten i Eskilstuna, Karlstad och Uddevalla av säkerhetsskäl, och den 15 september ställdes valturnén i Norrköping in av samma anledning.
Efter de inställda valmötena riktade Rikspolischefen Bengt Svenson hård kritik mot de länspolismyndigheter där Sverigedemokraterna inte kunnat genomföra sina valmöten: "Där det inte gått att genomföra dom här, då har polismyndigheterna brustit i sin planering och genomförande av uppdraget. [...] Det är allvarligt om möten inte kan hållas, det är vår absoluta uppgift att se till att de grundlagsskyddade rättigheterna kan vidmakthållas och att alla möten kan vara".
En del väljare blandade ihop Socialdemokraternas och Sverigedemokraternas valsedlar på grund av att namnen liknar varandra. Väljare som tog fel valsedel röstade på ett parti som de egentligen inte ville rösta på. Röstmottagarna får inte säga något om de ser att en väljare tar fel valsedel, men om väljaren till exempel frågar vad det står på valsedeln får röstmottagarna upplysa om detta.

## Händelser efter valet
De mest uppmärksammade aspekterna på valet var att Sverigedemokraterna valdes in i riksdagen samt rösträkningskaoset. 
Vänsterpartiets ledare Lars Ohly visade sin kritik mot Sverigdemokraternas riksdagsinträde genom att inte gå in i samma sminkrum som Sverigedemokraternas Jimmie Åkesson inför sin medverkan i SVT:s valvaka.
Det jämna valresultatet medförde att styrkeförhållandena i riksdagen inte var slutligt avgjorda på valnatten. Först efter kontrollräkningen avgjordes det slutliga valresultatet. I vissa valkretsar hade ett fåtal röster kunnat förändra mandatfördelningen till Alliansens fördel. Efter valet rapporterade media om felaktigheter i valet, till exempel felaktig hantering av poströster och underkända röster. Det kom in fler överklaganden än vanligt till Valprövningsnämnden. Vallagen säger att ett val måste göras om ifall sådana fel sannolikt påverkat valresultatet, avseende antal mandat. Det ansågs inte varit sannolikt för riksdagsvalet. Däremot gjordes ett omval för regionvalet i Västra Götalands län den 15 maj 2011.
Valresultatet, som innebar att Alliansen blev största block utan egen majoritet, ledde till att statsminister Fredrik Reinfeldt på valnatten uttryckte en önskan att kunna samverka med Miljöpartiet. Enligt Miljöpartiet kom det dock inget gemensamt erbjudande från Allianspartierna om att inleda koalitionsförhandlingar och man ställde sig avvisande till att enbart bli ett stödparti.
Den 27 september meddelade språkrören för Miljöpartiet att man, efter samtal med Fredrik Reinfeldt, kunde tänka sig ett samarbete med den borgerliga regeringen i enskilda sakfrågor som asyl- och invandringspolitik, för att avstyra sverigedemokratiskt inflytande i dessa frågor.

## Valnatt
Detta resultat presenterades under valvakan 2010.
| Parti                | Parti                             | Partiledare                           | Röster             | Röster | Röster | Mandatfördelning | Mandatfördelning |
| Parti                | Parti                             | Partiledare                           | Antal              | %      | +− %   | Antal            | +−               |
| -------------------- | --------------------------------- | ------------------------------------- | ------------------ | ------ | ------ | ---------------- | ---------------- |
|                      | Socialdemokraterna                | Mona Sahlin                           | 1 780 974          | 30,9   | −4,4   | 113              | −17              |
|                      | Moderaterna                       | Fredrik Reinfeldt                     | 1 729 010          | 30,0   | +3,9   | 107              | +10              |
|                      | Miljöpartiet de Gröna             | Maria Wetterstrand och Peter Eriksson | 415 879            | 7,20   | +2,0   | 25               | +6               |
|                      | Folkpartiet liberalerna           | Jan Björklund                         | 407 816            | 7,1    | −0,4   | 24               | −4               |
|                      | Centerpartiet                     | Maud Olofsson                         | 380 215            | 6,6    | −1,3   | 22               | -7               |
|                      | Sverigedemokraterna               | Jimmie Åkesson                        | 330 157            | 5,7    | +2,8   | 20               | +20              |
|                      | Kristdemokraterna                 | Göran Hägglund                        | 324 715            | 5,6    | −1,0   | 19               | −5               |
|                      | Vänsterpartiet                    | Lars Ohly                             | 321 854            | 5,6    | −0,3   | 19               | −3               |
|                      | Övriga partier                    | —                                     | 80 644             | 1,4    | —      | —                | —                |
|                      | Borgerliga blocket (m, fp, kd, c) | –                                     | 2 841 756          | 49,3   | +1     | 172              | -6               |
|                      | Röd-gröna blocket (s, v, mp)      | –                                     | 2 518 707          | 43,7   |        | 157              | -14              |
| Antal giltiga röster | Antal giltiga röster              | Antal giltiga röster                  | 5 771 264          | 100,00 |        | 349              |                  |
| Ogiltiga röster      | Ogiltiga röster                   | Ogiltiga röster                       | 79 313             |        |        |                  |                  |
| Totalt               | Totalt                            | Totalt                                | 5 850 577 (82,1 %) |        |        |                  |                  |

Antalet röstberättigade var 7 123 651 personer och antalet röstande var 5 850 577 personer vilket ger ett valdeltagande på 82,1, en uppgång med 1,7 procentenheter jämfört med föregående riksdagsval.
Källa: Valmyndighetens valnattsresultat

## Valresultat
|                              |                                        |                                                   |           |        |        |                  |                  |
| Parti                        | Parti                                  | Partiledare                                       | Röster    | Röster | Röster | Mandatfördelning | Mandatfördelning |
| Parti                        | Parti                                  | Partiledare                                       | Antal     | %      | +− %   | Antal            | +−               |
|                              | Socialdemokraterna                     | Mona Sahlin                                       | 1 827 497 | 30,66  | -4,33  | 112              | -18              |
|                              | Moderata samlingspartiet               | Fredrik Reinfeldt                                 | 1 791 766 | 30,06  | +3,83  | 107              | +10              |
|                              | Miljöpartiet de gröna                  | Maria Wetterstrand och Peter Eriksson (språkrör)  | 437 435   | 7,34   | +2,09  | 25               | +6               |
|                              | Folkpartiet liberalerna                | Jan Björklund                                     | 420 524   | 7,06   | -0,48  | 24               | -4               |
|                              | Centerpartiet                          | Maud Olofsson                                     | 390 804   | 6,56   | -1,32  | 23               | -6               |
|                              | Sverigedemokraterna                    | Jimmie Åkesson                                    | 339 610   | 5,70   | +2,77  | 20               | +20              |
|                              | Vänsterpartiet                         | Lars Ohly                                         | 334 053   | 5,60   | -0,24  | 19               | -3               |
|                              | Kristdemokraterna                      | Göran Hägglund                                    | 333 696   | 5,60   | -0,99  | 19               | -5               |
|                              | Piratpartiet                           | Rickard Falkvinge                                 | 38 491    | 0,65   | +0,02  | —                | —                |
|                              | Feministiskt initiativ                 | Gudrun Schyman och Stina Sundberg (talespersoner) | 24 139    | 0,40   | -0,28  | —                | —                |
|                              | Sveriges pensionärers intresseparti    | Leif Ekström                                      | 11 078    | 0,19   | -0,33  | —                | —                |
|                              | Landsbygdsdemokraterna                 | Ola Berg                                          | 1 565     | 0,03   | —      | —                | —                |
|                              | Rättvisepartiet Socialisterna          | Per-Åke Westerlund                                | 1 507     | 0,03   | +0,01  | —                | —                |
|                              | Norrländska samlingspartiet            | Jan Tommy Lindh                                   | 1 456     | 0,02   | —      | —                | —                |
|                              | Nationaldemokraterna                   | Marc Abramsson                                    | 1 141     | 0,01   | −0,04  | —                | —                |
|                              | Klassiskt Liberala Partiet             | Tommie Gran                                       | 716       | 0,01   | +0,01  | —                | —                |
|                              | Frihetspartiet                         | Anders Zillén                                     | 688       | 0,01   | —      | —                | —                |
|                              | Svenskarnas parti                      | Daniel Höglund                                    | 681       | 0,01   | —      | —                | —                |
|                              | Enhet                                  | Ulf Wåhlström                                     | 632       | 0,01   | -0,04  | —                | —                |
|                              | Sveriges kommunistiska parti           | Victor Diaz de Filippi                            | 375       | 0,01   | +0,01  | —                | —                |
|                              | Spritpartiet                           | Benny Haag och Pär Carlsson (språkrör)            | 237       | 0,00   | —      | —                | —                |
|                              | Europeiska Arbetarpartiet-EAP          | Hussein Askary                                    | 187       | 0,00   | —      | —                | —                |
|                              | Sjukvårdspartiet                       | Stig Zettlin                                      | 185       | 0,00   | -0,20  | —                | —                |
|                              | Allianspartiet/Medborgarens röst       | (uppgift saknas)                                  | 87        | 0,00   | —      | —                | —                |
|                              | Aktiv Demokrati                        | (uppgift saknas)                                  | 76        | 0,00   | —      | —                | —                |
|                              | Sveriges Nationella Demokratiska Parti | (uppgift saknas)                                  | 63        | 0,00   | —      | —                | —                |
|                              | Junilistan                             | Sören Wibe                                        | 41        | 0,00   | -0,47  | —                | —                |
|                              | Befolkningspartiet                     | Jimmy Nordin                                      | 35        | 0,00   | —      | —                | —                |
|                              | Kommunistiska förbundet                | (uppgift saknas)                                  | 26        | 0,00   | —      | —                | —                |
|                              | Frihetliga Rättvisepartiet (FRP)       | (uppgift saknas)                                  | 19        | 0,00   | —      | —                | —                |
|                              | Skånepartiet                           | Carl P. Herslow                                   | 17        | 0,00   | —      | —                | —                |
|                              | Republikanerna (Sverige)               | (uppgift saknas)                                  | 14        | 0,00   | —      | —                | —                |
|                              | Socialistiska partiet                  | (uppgift saknas)                                  | 11        | 0,00   | —      | —                | —                |
|                              | Republikanska partiet                  | (uppgift saknas)                                  | 10        | 0,00   | —      | —                | —                |
|                              | Ny framtid                             | Sune Lyxell                                       | 7         | 0,00   | -0,02  | —                | —                |
|                              | Nordisk Union                          | Stig Ramsing                                      | 5         | 0,00   | —      | —                | —                |
|                              | Alexander's Lista                      | Alexander J. Persson                              | 4         | 0,00   | —      | —                | —                |
|                              | Li Yu Chen Anderssonpartiet            | Li Yu Chen Andersson                              | 4         | 0,00   | —      | —                | —                |
|                              | Rikshushållarna                        | (uppgift saknas)                                  | 3         | 0,00   | —      | —                | —                |
|                              | Arbetsmarknadspartiet UPI              | (uppgift saknas)                                  | 2         | 0,00   | —      | —                | —                |
|                              | Övriga partier                         |                                                   | 1534      | 0,03   | —      | —                | —                |
|                              | Borgerliga blocket (m, fp, kd, c)      | –                                                 | 2 936 790 | 49,28  | +1,04% | 173              | -5               |
|                              | Röd-gröna blocket (s, v, mp)           | –                                                 | 2 598 985 | 43,60  | -2,48% | 156              | -15              |
| Antal giltiga röster         | Antal giltiga röster                   | Antal giltiga röster                              | 5 960 408 |        |        |                  |                  |
| Blanka ogiltiga röster       | Blanka ogiltiga röster                 | Blanka ogiltiga röster                            | 65 938    |        |        |                  |                  |
| Övriga ogiltiga röster       | Övriga ogiltiga röster                 | Övriga ogiltiga röster                            | 2 336     |        |        |                  |                  |
| Totalt antal som röstade     | Totalt antal som röstade               | Totalt antal som röstade                          | 6 028 682 |        |        |                  |                  |
| Totalt antal röstberättigade | Totalt antal röstberättigade           | Totalt antal röstberättigade                      | 7 123 651 |        |        |                  |                  |

## Röstberättigade till riksdagsvalet 2010[51]
| Ålder              | Antal     | Andel (%) |
| ------------------ | --------- | --------- |
| 18-29              | 1 352 212 | 19,0      |
| 30-49              | 2 348 613 | 33,0      |
| 50-64              | 1 719 748 | 24,1      |
| 65-                | 1 703 078 | 23,9      |
|                    |           |           |
| Kön                | Antal     | Andel (%) |
| Män                | 3 505 661 | 49,2      |
| Kvinnor            | 3 617 990 | 50,8      |
|                    |           |           |
| Väljargrupp        | Antal     | Andel (%) |
| Förstagångsväljare | 504 431   | 7,1       |
| Utlandssvenskar    | 147 439   | 2,1       |
|                    |           |           |
| Röstberättigade    | Antal     | 7 123 651 |

## Skolval
Under 1 september till 17 september  arrangerades Skolval inför riksdagsvalet. Totalt röstade cirka 335 024 elever på 1 383 grund- och gymnasieskolor.
Det var tänkt att själva röstningen och valet skulle gå till som riktig riksdagsval för skolval till riksdagen men rösterna räknades inte med in i riksdagsvalet.
| Parti                  | Procent röster 2010 | Procent röster 2006 | Förändring jämfört med 2006(%-enheter) |
| ---------------------- | ------------------- | ------------------- | -------------------------------------- |
| Socialdemokraterna     | 22,45               | 22,5                | -0,05                                  |
| Moderaterna            | 21,93               | 26,3                | -4,37                                  |
| Miljöpartiet           | 13,34               | 10,8                | +2,54                                  |
| Sverigedemokraterna    | 13,0                | 4,3                 | +8,7                                   |
| Folkpartiet            | 7,92                | 7,7                 | +0,22                                  |
| Vänsterpartiet         | 6,57                | 10,4                | -3,83                                  |
| Centerpartiet          | 5,97                | 7,0                 | -1,03                                  |
| Piratpartiet           | 4,54                | 4,5                 | +0,04                                  |
| Kristdemokraterna      | 2,85                | 4,3                 | -1,45                                  |
| Feministiskt initiativ | 0,37                | ?                   | ?                                      |
| Övriga partier         | 1,06                | 2,3                 | -1,24                                  |

|                         | Antal   | Procent |
| ----------------------- | ------- | ------- |
| Valdeltagande           | 3 35024 | 76,2    |
| Summa giltiga röster    | 308 200 | 91,99   |
| Ogiltiga röster blanka  | 17 246  | 5,15    |
| Ogiltiga röster övriga  | 9 586   | 2,86    |
| Röstberättigade elever  | 439 674 |         |
| Antal deltagande skolor | 1 383   |         |